# Società di Ginnastica e Scherma Fortitudo 1922-1923
Questa pagina raccoglie i dati riguardanti la S.G.S. Fortitudo nelle competizioni ufficiali della stagione 1922-1923.

## Stagione
Dopo aver vinto per tre volte consecutive il campionato laziale, la Fortitudo campione della Lega Sud in carica non riuscì nemmeno a superare la fase regionale classificandosi al terzo posto staccata di quattro punti dall'Alba seconda classificata e di sei dalla Lazio campione regionale. Negli scontri diretti con Lazio e Alba racimolò solo due punti (una vittoria e tre sconfitte), ottenne un pareggio e una sconfitta contro la US Romana quarta classificata, mentre fece punteggio pieno con Juventus Audax e Roman.

## Rosa
| N. |                   | Ruolo | Calciatore            |
| -- | ----------------- | ----- | --------------------- |
|    | Italia (bandiera) | P     | Bassi                 |
|    | Italia (bandiera) | P     | Vittori               |
|    | Italia (bandiera) | D     | Cellini               |
|    | Italia (bandiera) | D     | Ferraris I            |
|    | Italia (bandiera) | D     | Gioacchino Sansoni II |
|    | Italia (bandiera) | D     | Alberto Sansoni III   |
|    | Italia (bandiera) | C     | Attilio Ferraris      |
|    | Italia (bandiera) | C     | Marcenaro             |
|    | Italia (bandiera) | C     | Giulio Scardola       |
|    | Italia (bandiera) | C     | Carlo Zamporlini      |

| N. |                   | Ruolo | Calciatore           |
| -- | ----------------- | ----- | -------------------- |
|    | Italia (bandiera) | A     | Mariano Alessandroni |
|    | Italia (bandiera) | A     | Antonio Bianchi      |
|    | Italia (bandiera) | A     | Fernando Canestrelli |
|    | Italia (bandiera) | A     | Delfini              |
|    | Italia (bandiera) | A     | Giulio Sansoni IV    |
|    | Italia (bandiera) | A     | Aristide Sansoni (V) |
|    | Italia (bandiera) |       | Chiesi               |
|    | Italia (bandiera) |       | Conti                |
|    | Italia (bandiera) |       | Romitelli            |

## Risultati

### Prima Divisione

#### Girone laziale

##### Girone di andata
| Arbitro: | Migliarini (Roma) |

|                                |           |                       |
| Canestrelli 15’ Sansoni II 60’ | Marcatori | 2’ Ceresi I 62’ Giuli |

| Arbitro: | Tomassini (Roma) |

|  |           |                                            |
|  | Marcatori | 32’ Delfini 63’ Bianchi I 64’ Alessandroni |

| Arbitro: | Guiot (Milano) |

|                                        |           |                |
| Sansoni II 33’ (aut.) Filippi 71’, 87’ | Marcatori | 3’ Canestrelli |

| Arbitro: | Cornaro (Roma) |

|                                    |           |               |
| Zamporlini 44’, 83’ Sansoni IV 65’ | Marcatori | 47’ Benincasa |

| Arbitro: | Bistoletti (Milano) |

|                                   |           |             |
| Corbyons 7’ Degni 42’ Moretti 65’ | Marcatori | 70’ Delfini |

##### Girone di ritorno
| Arbitro: | Crivelli (Milano) |

|                               |           |  |
| Giuli 49’ Ceresi I 55’ (rig.) | Marcatori |  |

| Arbitro: | Spinelli (Roma) |

|                       |           |  |
| Alessandroni 15’, 40’ | Marcatori |  |

| Arbitro: | Canestrini (Novara) |

|  |           |                                        |
|  | Marcatori | 15’ (rig.), 85’ Bernardini 25’ Filippi |

| Arbitro: | Cinti (Roma) |

|                          |           |                                                    |
| Lubin I 57’ Guidotti 63’ | Marcatori | 20’, 66’, 79’ Delfini 85’ Bianchi I 90’ Sansoni IV |

| Arbitro: | Cinti (Roma) |

|                                               |           |                         |
| Scardola 18’ Sansoni IV 64’ Mattei 87’ (aut.) | Marcatori | 13’ Corbyons 80’ Rovida |

## Statistiche

### Statistiche di squadra
| Competizione                     | Punti | In casa | In casa | In casa | In casa | In casa | In casa | In trasferta | In trasferta | In trasferta | In trasferta | In trasferta | In trasferta | Totale | Totale | Totale | Totale | Totale | Totale | DR |
| Competizione                     | Punti | G       | V       | N       | P       | Gf      | Gs      | G            | V            | N            | P            | Gf           | Gs           | G      | V      | N      | P      | Gf     | Gs     | DR |
| -------------------------------- | ----- | ------- | ------- | ------- | ------- | ------- | ------- | ------------ | ------------ | ------------ | ------------ | ------------ | ------------ | ------ | ------ | ------ | ------ | ------ | ------ | -- |
| Prima Divisione - girone laziale | 11    | 5       | 3       | 1       | 1       | 10      | 8       | 5            | 2            | 0            | 3            | 10           | 10           | 10     | 5      | 1      | 4      | 20     | 18     | +2 |

### Statistiche dei giocatori
| Giocatore        | Prima Divisione | Prima Divisione |
| Giocatore        | Presenze        | Reti            |
| ---------------- | --------------- | --------------- |
| M. Alessandroni  | 8               | 3               |
| Bassi            | 1               | -2              |
| A. Bianchi (I)   | 10              | 2               |
| F. Canestrelli   | 8               | 2               |
| Cellini          | 10              | 0               |
| Chiesi           | 1               | 0               |
| Cinti            | 1               | 0               |
| Delfini          | 6               | 5               |
| Ferraris (I)     | 5               | 0               |
| A. Ferraris (IV) | 8               | 0               |
| Marcenaro        | 4               | 0               |
| Romitelli        | 1               | 0               |
| Sansoni (II)     | 9               | 1               |
| Sansoni (III)    | 10              | 0               |
| Sansoni (IV)     | 8               | 3               |
| Sansoni (V)      | 1               | 0               |
| G. Scardola      | 4               | 1               |
| Vittori          | 9               | -16             |
| C. Zamporlini    | 6               | 2               |